# My Spy: The Eternal City
My Spy: The Eternal City är en amerikansk actionkomedifilm som hade premiär den 18 juli 2024 på strömningstjänsten Prime Video. Filmen är regisserad av Peter Segal som även skrivit filmens manus tillsammans med Erich Hoeber och Jon Hoeber. Filmen är en uppföljare till filmen My Spy från 2020.

## Handling
Filmen kretsar kring tonåringen Sophie som övertalar JJ att följa med som på hennes skolresa. Där hamnar de i ett internationellt terrordåd riktat mot CIA-chefen David Kim och hans son Collin, som är Sophies bästa vän.

## Rollista (i urval)
- Dave Bautista – J.J.
- Chloe Coleman – Sophie
- Kristen Schaal – Bobbi
- Ken Jeong – David Kim
- Anna Faris
- Craig Robinson
- Flula Borg
- Nicola Correia-Damude
- Billy Barratt